# NGC 4713
NGC 4713 este o galaxie spirală situată în constelația Fecioara. A fost descoperită în 1786 de către William Herschel. Se află la o distanță de 14,72 megaparseci de Pământ.